# Arystyda
Arystyda – imię żeńskie pochodzenia greckiego, od gr. Αριστειδης (Aristeides), co oznacza "najlepszy rodzaj", stanowiąc złożenie członów αριστος (aristos) – "najlepszy" i ειδος (eidos) – "rodzaj, gatunek". Żeński odpowiednik imienia Arystydes, którego patronem w Kościele katolickim jest św. Arystydes Marcjanus (II wiek).
Arystyda imieniny obchodzi 31 sierpnia.